# Hypena mediana
Hypena mediana är en fjärilsart som beskrevs av Moore 1882. Hypena mediana ingår i släktet Hypena och familjen nattflyn. Inga underarter finns listade i Catalogue of Life.